# Connor Williams
Connor Williams (geboren am 12. Mai 1997 in Coppell, Texas) ist ein ehemaliger US-amerikanischer American-Football-Spieler auf der Position des Centers. Er spielte College Football für die Texas Longhorns und stand zuletzt bei den Seattle Seahawks in der National Football League (NFL) unter Vertrag. Zuvor spielte Williams von 2018 bis 2021 für die Dallas Cowboys und von 2022 bis 2023 für die Miami Dolphins.

## College
Williams besuchte die Highschool in seiner Heimatstadt Coppell, Texas. Dort spielte er Football in der Offense als Tight End und als Offensive Lineman sowie in der Defense als Defensive Lineman. Ab 2015 ging Williams auf die University of Texas at Austin, um College Football für die Texas Longhorns zu spielen. Bereits als Freshman war er von Beginn an Stammspieler auf der Position des Left Tackles. In seinem zweiten Jahr am College wurde Williams in das All-Star-Team der Big 12 Conference sowie zum Consensus All-American gewählt. In der Saison 2017 verpasste Williams sieben Spiele, nachdem er sich am dritten Spieltag gegen die USC Trojans eine Knieverletzung zugezogen hatte. Vor dem Bowl Game zum Abschluss der Saison gab Williams bekannt, sich für den kommenden NFL Draft anzumelden.

## NFL
Williams wurde im NFL Draft 2018 in der zweiten Runde an 50. Stelle von den Dallas Cowboys ausgewählt. Er ging als Stammspieler auf der Position des Left Guards in seine Rookiesaison, konnte aber zunächst nicht überzeugen und daher nach acht Spielen durch Xavier Su’a-Filo ersetzt. Im weiteren Saisonverlauf stand Williams durch den verletzungsbedingten Ausfall von Zack Martin vorübergehend erneut in der Startaufstellung, in den beiden Play-off-Spielen der Cowboys nahm er wieder den Platz von Su’a-Filo ein. In der Saison 2019 war Williams wieder von Beginn an Stammspieler, musste die Spielzeit allerdings vorzeitig beenden, nachdem er sich am 13. Spieltag bei der Partie gegen die Buffalo Bills das Kreuzband gerissen hatte. In seinem dritten Jahr in der NFL stand Williams erstmals in allen 16 Partien der Regular Season von Beginn an auf dem Feld. In der Saison 2021 verlor Williams seine Position als Starter vorübergehend an Connor McGovern, da er zu viele Fouls beging, kehrte aber nach vier Spielen wieder in die Stammformation zurück.
Im März 2022 unterschrieb Williams einen Zweijahresvertrag im Wert von 14 Millionen US-Dollar bei den Miami Dolphins. Bei den Dolphins wechselte er auf die Position des Centers und bestritt alle 17 Spiele als Starter, dabei verpasste er keinen einzigen offensiven Spielzug. In der Saison 2023 zog Williams sich am 14. Spieltag gegen die Tennessee Titans einen Kreuzbandriss zu und fiel für den Rest der Saison aus.
Im August 2024 nahmen die Seattle Seahawks Williams unter Vertrag. Nach neun Spielen als Starter für Seattle beendete Williams seine Karriere überraschend während der Saison am 15. November 2024.